# Leptogaster geniculata
Leptogaster geniculata är en tvåvingeart som först beskrevs av Macquart 1850.  Leptogaster geniculata ingår i släktet Leptogaster och familjen rovflugor. Inga underarter finns listade i Catalogue of Life.